# Pedro Ferris
Pedro Ferris (Cocentaina, 15 de abril de 1415/16 – Roma, 25 de setembro de 1478) foi um cardeal espanhol da Igreja Católica, que foi bispo de Tarazona.

## Biografia
Era um filho ilegítimo, fez os estudos primários em Cocentaina, depois, estudou latim em Valência, direito em Lérida e mais tarde, na Universidade de Bolonha, onde obteve doutoramentos em teologia e em direito civil.
Depois de terminar seus estudos em Bolonha, foi para Roma e entrou ao serviço do cardeal Guillaume-Hugues d'Estaing, bispo de Metz, como magister domus et auditor suus, mas o cardeal morreu pouco tempo depois, em 28 de outubro de 1455; ele então entrou ao serviço do cardeal Pietro Barbo, que mais tarde foi eleito Papa Paulo II.
O novo papa o nomeou cônego do capítulo da catedral de Maiorca, capelão papal e auditor da Sagrada Rota Romana para a coroa de Aragão, além de referendário do papa, nomeado por volta de 1458. Foi comissariado apostólico em Liège e enviado como legado ao Reino da Germânia em 1462, para resolver a situação da arquidiocese de Mainz, cujo arcebispo-eleitor, Diether von Isenbourg, havia sido deposto pelo papa Pio II. Ele ratificou em Frankfurt em outubro de 1463, em nome do papa, o tratado entre o arcebispo-eleitor de Mainz e seu concorrente Adolfo III de Nassau. Em maio de 1464, recebeu em Worms a Friedrich, eleitor palatino, na comunhão da igreja. Quando, depois de dois anos, terminou sua missão na Germânia, retornou a Roma; no caminho, recebeu a notícia de que o Papa Paulo II o havia promovido ao episcopado.
Eleito bispo de Tarazona em 1 de outubro de 1464, mas nada se sabe sobre sua ordenação episcopal. No mesmo ano, foi nomeado referendário intimus et carissimus e exerceu o cargo por doze anos. Ele foi encarregado de alguns dos negócios mais difíceis da corte papal e tinha a total confiança tanto de Paulo II como de seu sucessor, Sisto IV e prestou tantos serviços a eles que foi chamado de Dextera Pontificum, a mão direita do pontífice.
Sabe-se que pode ter sido criado cardeal in pectore pelo Papa Paulo II em 21 de novembro ou 16 de dezembro de 1468, mas esta criação não foi publicada por causa da morte do Papa. Foi criado cardeal pelo Papa Sisto IV no Consistório em 18 de dezembro de 1476, recebendo o o chapéu vermelho em 20 de dezembro seguinte e o título de cardeal-presbítero de São Sisto, em 30 de dezembro.
Foi protetor da Ordem dos Pregadores e tinha uma enorme biblioteca, além de manter seus dois grandes interesses intelectuais, que eram letras e história.
Morreu em 25 de setembro de 1478, às 1h, no Palácio Apostólico do Vaticano, em Roma. Na mesma noite de sua morte, seu corpo foi levado para a igreja de Santa Maria sopra Minerva e colocado em sua capela maior, ao lado do altar-mor. Mais tarde, foi sepultado no claustro da igreja. Suas exéquias foram celebradas no mês de novembro seguinte e a oração fúnebre foi pronunciada pelo Frei Ludovico d'Imola, O.F.M. Seu túmulo foi esculpido pelo artista renascentista Mino da Fiesole, e financiado por seu amigo cardeal Domenico della Rovere, que compôs o epitáfio, e seu sobrinho, Andrés Martínez de Ferris, que o sucedeu como bispo de Tarazona três dias após sua morte.